# Склоби
Склоби (пол. Skłoby) — село в Польщі, у гміні Хлевіська Шидловецького повіту Мазовецького воєводства.
Населення — 516 осіб (2011).
У 1975-1998 роках село належало до Радомського воєводства.

## Демографія
Демографічна структура станом на 31 березня 2011 року:
|          | Загалом | Допрацездатний вік | Працездатний вік | Постпрацездатний вік |
| -------- | ------- | ------------------ | ---------------- | -------------------- |
| Чоловіки | 251     | 41                 | 176              | 34                   |
| Жінки    | 265     | 37                 | 141              | 87                   |
| Разом    | 516     | 78                 | 317              | 121                  |